# Габриел Милито
Габриел Алехандро Милито (на испански: Gabriel Alejandro Milito) е аржентински професионален футболист, централен защитник, играч на аржентинския Индепендиенте. Висок е 179 сантиметра. Габриел е по-малкия брат на играча на Интер Диего Милито.
Габриел Милито започва своята професионална кариера в Индепендиенте. За този тим бранителят се състезава от 1997 до 2003 г., като в този период изиграва 123 мача за първенство, в които бележи и 3 гола. През лятото на 2003 г. Милито е съвсем близо до преминаване в Реал Мадрид, като в основната движеща сила на трансфера е тогавашния спортен директор на „белия балет“ Хорхе Валдано. В крайна сметка защитникът не успява да премине медицинските тестове, защото все още не е възстановен от контузия в коляното. Така Милито подписва договор с Реал Сарагоса.
За четири сезона в арагонския тим аржентинецът изиграва 137 шампионатни мача и бележи 5 попадения. На 19 юли 2007 година Милито подписва договор за четири сезона с Барселона, като трансферната сума, която плащат „каталунците“ е 20,5 милиона евро. Заплатата на играча е 4 милиона евро на сезон.
На 5 май 2008 г. е съобщено, че бранителят е скъсал предни коленни връзки. Заради тази контузия той не записва нито един мач през сезон 2008/2009.
Милито прави дебюта си с Аржентина през 2000 г., като взема участие в Купата на конфедерациите през 2005 и Световното първенсто в Германия през 2006 г. Към май 2009 г. Милито има 32 мача с фланелката на своята родина и 1 гол.